# Humboldt (Nebraska)
Humboldt é uma cidade localizada no estado americano de Nebraska, no Condado de Richardson.

## Demografia
Segundo o censo americano de 2000, a sua população era de 941 habitantes.
Em 2006, foi estimada uma população de 845, um decréscimo de 96 (-10.2%).

## Geografia
De acordo com o United States Census Bureau, a localidade tem uma área de 3,5 km², sem área coberta por água. Humboldt localiza-se a aproximadamente 312 m acima do nível do mar.

## Localidades na vizinhança
O diagrama seguinte representa as localidades num raio de 20 km ao redor de Humboldt.